# استوديو 100
استوديو 100 هي شركة بلجيكية تنتج مسلسلات تلفزيوني أطفال وتمتلك 7 متنزهات وأربعة فرق موسيقية.

## تاريخ
تأسست استوديو 100 في عام 1996 من قبل جيرت فيرلوست، داني فيربيست، وهانز بورلون. أن يجتمعا في عام 1989، عندما برنامج «شمشون أون جيرت» (ترجم «سامسون وجيرت») وقد أنتج لأول مرة.
بدأ استوديو 100 في عام 1996 مع برنامج واحد، شمشون أون جيرت. قررت على الفور إلى إنشاء برنامج جديد لتكون قادرة على الإعلان عن أنفسهم أكثر. اختاروا كابوتر بلوب. تم بثه على VTM منذ عام 1997.
في عام 1999، شهدت ستوديو 100 توسعا كبيرا مع أربعة مشاريع جديدة، كل أطلقت في فلاندرز: فيلم موسيقي، فيلم، واثنين من البرامج التلفزيونية الجديدة. لكل من الموسيقي والسينما وسئل فتم تقديم الدعم المالي. في أكتوبر من '99، ستوديو 100 وVMMa (فلامس وسائل الإعلام Maatschappij، التي تأسست في عام 1987 كما فلامس Televisie Maatschappij تسعة الناشرين ولكل منها حصة 11.1٪)، أعلنت أنها ستضم ملي بارك.
في عام 2000، تولى ستوديو 100 على مسلسل كي 3 مجموعة فتاة شعبية من نيلز وليام. انهم بالفعل تم التعاون في تجارة المبيعات قبل ذلك.
أعلن داني فيربيست في عام 2005 انه لن يلعب دور شمشون في مسلسل شمشون أون جيرت، وبعد فترة وجيزة، أعلن رحيله من Studio 100. وفي السنوات اللاحقة، تم إنشاء العديد من البرامج الجديدة، مثل بيت القراصنة (القرصان بيت)، ميجا ميندي، الربيع وهيت الهوي أنوبيس (بيت أنوبيس)، والعديدمن البرامج.
في عام 2007، بدأت ستوديو 100 تصدير بعض المنتجات لها. تقرير الاستثمار العالمي 3، (نسخة نسخة كربونية من K3)، وقدم في ألمانيا، وأنها رسمت هناك، على الرغم من أنها لديها حتى الآن لتحقيق نفس المستوى من النجاح كما الأصلية. فريد وشمشون، أي ما يعادل باللغة الفرنسية لشمشون أون جيرت، وقدم على الناطقة بالفرنسية نادي شبكة التلفزيون RTL في والونيا وبروكسل. بومبا، وهو برنامج عن مهرج المخصصة للأطفال الصغار جدا، تم بيعها إلى العديد من البلدان الأخرى، بما في ذلك كندا والكيان الصهيوني.
وفي العام نفسه، ستوديو 100 اشترى استوديو فلاينغ بارك للإنتاج، حتى يتمكنوا من إنشاء ماستر قطرة المطر.
في عام 2008، ستوديو 100 اشترت حقوق 1970s التلفزيون الزيارات الخارجية مثل الموت ألمانيا Biene ماجة (يصفه الألمانية من سلسلة أنيمي اليابانية) وجنان ذات الجورب الطويل السويد (لا يزال هو مبين في هولندا). المشروع القادم هو محطة الإذاعة الرقمية المخصصة لأفعالها. كما نقلت «للغة الهولندية أغاني الأطفال فقط الحصول على الكثير من البث على المحطات العادية».
أيضا في عام 2008، ستوديو 100 شارك في إنتاجه والتعليمي لعبة عرض كيرويز جنبا إلى جنب مع قناة cbeebies لهيئة الإذاعة البريطانية. كما تشاركوا مع EM.TV وشبكة التلفزيون للأطفال الصغار.

## المقر
ويقع المقر الرئيسي للستوديو 100 في شيليه ولوندرزيل. استوديو 100 لديه حق الوصول إلى أكبر استوديوهات في كل من بلجيكا. في كثير من الأحيان، يتم استضافتها الأحداث الكبرى هناك، مثل preselections لمسابقة الأغنية الأوروبية.
في القسم الهولندي ستوديو 100 تكمن في Mediapark في هيلفرسوم

## قائمة أعمال استوديو 100

### مسلسل تلفزيوني حاليا في الإنتاج
|  | العنوان            | العنوان                                 | تاريخ الإصدار | القصة |
|  | اسم المسلسل        | البث                                    | تاريخ الإصدار | القصة |
|  | ------------------ | --------------------------------------- | ------------- | --- |
|  | شمشون ان جيرت      | بلجيكا هولندا                           | 1989          | تركز على الكلب يتحدث شمشون ورئيسه جيرت |
|  | كابوتر بلوب        | بلجيكاهولنداإسبانياألمانيا              | 1997          | تدور حول بلوب جنوم وأصدقائه |
|  | القرصان بيت        | بلجيكاهولنداإسبانياألمانيا              | 2001          | تدور حول كابتن بيت القراصنة وأصدقائه على سفينتهم، وScheve Schuit. هناك أيضا سلسلة مستلهم، بيت القراصنة Wonderwaterwereld، حيث يقول القبطان عن مغامراته تحت الماء |
|  | دي Wereld فان كي 3 | بلجيكاهولندا                            | 2003          | برنامج حواري استضافته ثلاثة أعضاء من K3 الفرقة الموسيقية |
|  | بومبا              | بلجيكاهولنداألمانياإسبانياكندا          | 2003          | سلسلة للأطفال الصغار، تركزت على مهرج السيرك بومبا وأصدقائه |
|  | ميغا ميندي         | بلجيكاهولنداإيطاليا                     | 2006          | كوميديا للأطفال والتي تدور حول وكيل الشرطة ميكي وخارقة لها الأنا ميجا ميندي                                                                                      |
|  | ابراكا دابرا       | بلجيكاهولندا                            | 2008          | برنامج تلفزيوني سحري |
|  | كبير و صغير        | بلجيكاهولنداالمملكة المتحدة وغيرهم      | 2008          | تركز على كبير وصغير |
|  | دوبوس              | بلجيكاهولندا                            | 2009          | سلسلة تدور حول ثلاثة مهرجين وسيد السيرك بهم |
|  | كيرويز             | بلجيكاالمملكة المتحدة                   | 2009          | برنامج مسابقات للاطفال |
|  | مرحبا كي 3         | بلجيكاهولندا                            | 2010          | المسلسل الكوميدي تركزت على ثلاثة أعضاء من K3 الفرقة الموسيقية |
|  | بوبو               | بلجيكاهولندا                            | 2011          | سلسلة تدور حول قصة الأرنب بوبو |
|  | متنزه المجرة       | بلجيكاهولندا                            | 2011          | سلسلة تدور ستة مراهقين الذين يعملون في متنزه ويكتشف أن هناك أجنبي بينهم                                                                                          |
|  | روكس               | بلجيكاهولندا                            | 2011          | مسلسل درامي للأطفال حوالي ثلاثة الأبطال الخارقين والأسلحة الخاصة وهما: ROX سيارة رياضية                                                                          |
|  | جابالو             | بلجيكا                                  | 2012          | مسلسل كوميدي للأطفال، التي تدور حول مجموعة من رعاة البقر في الغرب المتوحش                                                                                        |
|  | فندق 13            | بلجيكا هولنداألمانياسويسراالنمساالنرويج | 2012          | |
|  | الأميرة برينسيسيا  | بلجيكا                                  | 2004          | |

### الفرق الموسيقية والفنانين
- شمشون ان جيرت (1989-حتى الآن)
- كابوتر بلوب (1997-حتى الآن)
- كي3 (1998-حتى الآن)
- المراهقون الستة (2001-2004)
- بو أون مونيكا (2006-2007)
- بيم سيمونز (2007-2009)
- نحن 3 (2007 إلى الوقت الحاضر)
- الأخوات دالتون (2008 - 2010)
- فري سوفرياو (2009 إلى الوقت الحاضر)
- نيلز دستادسبادر(2009 - 2010)

### مدن ملاهي
- هوليداي بارك
- بلوبسا كو
- بلوبسا اندور كوقوردن
- بلوبسا اندور هاسيلت
- بلوبسالاند دي باني
- مايالاند اندور
- بلوبساكوا